# Dawè
Dawè est un arrondissement de la commune de Zè localisé dans le département de l'Atlantique dans le Sud du Bénin.

## Histoire et toponymie

### Histoire
Dawè devient officiellement un arrondissement de la commune de Zè le 27 mai 2013 après la délibération et adoption par l'Assemblée nationale du Bénin en sa séance du 15 février 2013 de la loi n° 2013-O5 du 15/02/2013 portant création, organisation, attributions et fonctionnement des unités administratives locales en République du Bénin.

## Géographie

### Administration
L'arrondissement de Dawè est subdivisé en 6 villages que sont : Agonzounkpa, Ahouali, Akadjamè, Dawè-Centre, Domè-Sèko, Tomasséahoua.

## Population et société

### Démographie
Selon le recensement général de la population et de l'habitation(RGPH4) de l'institut national de la statistique et de l'analyse économique(INSAE) au Bénin en 2013, la population de Dawè compte 1105 ménages avec un effectif de 5431 habitants.
| Indicateur           | 2013 |
| -------------------- | ---- |
| Nombre de ménages    | 1105 |
| Population féminine  | 2820 |
| Population masculine | 2611 |
| Population totale    | 5431 |